# Matsuo Basho
Matsuo Bashō (eller på japansk: 松尾芭蕉 Matsuo Bashō), *1644 – †28. november 1694 var haigo (eller haiku pseudonym) for en japansk digter i Tokugawa-perioden. Han tillægges almindeligvis æren af at have givet haikudigtet til dets nuværende, høje stade, men Basho var på sin egen tid mest kendt som digteren bag haikai no renga (en halvvejs humoristiske digtning, der gerne blev skabt som kædedigte). I det 19. århundrede blev de første linjer af renga (det såkaldte hokku) omskabt til en selvstændig litterær genre, kendt som haikai. Det var en digter fra Meiji-perioden, Shiki, der først kaldte disse digte for haiku.

## Navne
"Matsuo" var digterens familienavn, men sædvanligvis kaldes han blot "Basho" uden efternavnet. Som barn blev han kaldt Kinsaku, og som ung hed han Munefusa. I løbet af sin levetid skrev han under en række pseudonymer. Ét af de tidligste, Tosei, betyder umoden fersken (eller fersken i blåt), en hyldest til den kinesiske digter Li Po, hvis navn betyder blomme i hvidt. Han tog navnet bashō, der betyder banantræ, efter et træ, som en elev gav ham og plantede tæt ved hans hytte. Det blev sagt, at klimaet var for koldt til, at træet kunne bære frugt, og at han sigtede efter, at pseudonymet skulle fremkalde tanken om en nyttesløs digter eller i det mindste minde om nytteløse ting.
Afvigende transskriptioner for Basho er sjældne, men de kan omfatte Matuo Basyou, skrevet i Nihon-shiki, eller Matuwo Baseu der gengiver retskrivningen på hans levetid mere præcist.

## Levnedsløb
Han blev født i Ueno i Iga-provinsen, nær Kyoto. Han var søn af en samurai, og han var først i tjeneste hos en lokal fyrste, Todo Yoshitada, som kun var to år ældre end han selv. De nød begge at skrive haiku, og Bashos første, kendte arbejde stammer fra 1662. I 1664 blev hans første digte udgivet i Kyoto, og omtrent samtidig antog han krigernavnet Munefusa. I 1666 døde hans herre, og Basho valgte at rejse hjemmefra i stedet for at tjene en ny herre.
De fleste mener, at han levede i Kyoto næsten uafbrudt de næste seks år. Han fik offentliggjort digte i flere antologier i løbet af disse år. I 1672 flyttede han til Edo (nu: Tokyo). Han fortsatte med at skrive, og i 1676 blev han anerkendt som mester i haikai og medvirkede som dommer i flere digterkonkurrencer. Han fik sig et følge af studenter, der byggede ham den første Basho hytte i vinteren 1680. 
Basho var utilfreds med sin succes og vendte sig mod zen for at finde ro. Om vinteren 1682 nedbrændte hytten, og hans moder døde tidligt 1683. Samme vinter gav disciplene ham en ny hytte, men han var stadig ikke tilfreds. I efteråret 1684 begyndte han på en rejse, som han senere skulle beskrive i Et vejrbidt skelets beretninger (Nozarashi Kiko), en rejsedagbog i prosa og vers, som han lavede ved afslutningen på rejsen. Turen gik fra Tokyo til Fuji-bjerget, videre over Ise og Ueno til Kyoto, før han vendte tilbage til Tokyo sidst på sommeren 1685.
På grund af hans hurtige gang, når han var på rejse, har man forestillet sig, at Basho kan have været ninja. Hans lange rejser gav ham mulighed for at iagttage forholdene i de forskellige provinser og opsnappe de seneste nyheder, informationer der var interessante for det herskende Tokugawa Shogunat, som faktisk brugte ninjas til den slags opgaver. Bashos fødested i Uenoområdet (Iga-provinsen), havde en rig ninjatradition, og han kan godt have været livvagt for Todo Yoshitada i sine unge år. Der er dog få, som tager påstanden om hans virke som spion for Tokugawa alvorligt
Det ser ud til, at rejsen havde held til at fordrive nogle af hans bekymringer, og hans litterære produktion gennem de næst følgende år viser hans fredfyldte nydelse af venskaber og natur. Han foretog en kort rejse til Kashima om efteråret i 1687, for at se på høstmånen der. Og igen skrev han en dagbog om rejsen: Et besøg i Kashima templet (Kashima Kiko).
Om vinteren same år begyndte han den næste, lange rejse efter en afsked, som "lignede en standspersons afrejse". Han rejste gennem Ueno, Osaka, Suma, Akashi, Kyoto, Nagoya, de Japanske Alper og Sarashina-provinsen, hvor han så på høstmånen. Rejsen fra Tokyo til Akashi bliver genfortalt i En rejsetræt taskes beretninger (Oi no Kobumi), hvor han også fremsætter sin tro på haikai-genren som en vigtig kunstform. Sarashinarejsen beskrives i Et besøg i landsbyen Sarashina (Sarashina Kiko).
I den sidste del af foråret 1689 begyndte han en mere krævende tur til naturområderne i den nordlige del af Honshu. Han gjorde ophold i Nikko Toshogu, Matsushima, Kisagata og Kanazawa og passerede på den sidste del af rejsen øen Sado. Igen lavede han en rejsedagbog, Den smalle vej gennem det yderste nord (Oku no Hosomichi), som er fyldt med hans grundtanke, sabi, dvs. samhørighed med naturen. Denne tanke videreudviklede han i to bind: Beretning om de syv dage (Kikigaki Nanukagusa) og Samtaler i Yamanaka (Yamanaka Mondo).
Fra og med efteråret 1689 brugte Basho to år på at besøge venner og tage på korte rejser til området omkring Kyoto og Biwasøen. I samme periode arbejdede han på en antologi, som var samlet af nogle af hans elever: Abens regnfrakke (Sarumino), som beskriver og følger de æstetiske principper, som han var nået frem til på sin rejse mod nord.
Om vinteren i 1691 vendte han tilbage til Tokyo for at bo i den tredje Bashohytte, som hans tilhængere havde skaffet ham. Han boede ikke alene længere, men lod en nevø og en kvindelig ven, Jutei, bo hos sig, for de var begge syge, og desuden fik han mange besøg. Han beklagede sig i et brev over, at det ikke tillod ham at have "sjælefred". Om efteråret 1693 afviste han alle besøg i en hel måned og gav kun op efter at have udviklet princippet om karumi, dvs. "lethed", en holdning, baseret på ikke-anfægtelse, der tillod ham at leve i verden, men samtidig at hæve sig over dens skuffelser.
Basho forlod Kyoto for sidste gang om sommeren 1694 og opholdt sig en tid i Ueno, før han nåede frem til Osaka. Dér døde han af et maveonde efter at have skrevet sit sidste haiku:
Rejsende og syg
Mine drømme strejfer om
I en vissen sump

## Arbejder
Det var Basho, der løftede haiku fra at være et komisk versemål, ofte skrevet som kædevers, til en seriøs form, der er gennemvævet med zenbuddhisme. Mange af hans haiku-digte var egentlig de tre første linjer af et længere renga (hvad nogle kritikere anser for hans bedste arbejder) og ikke selvstændige digte. De er dog blevet samlet og udgivet som haiku, og hans digte har været en væsentlig inspiration for senere forfattere som Kobayashi Issa og Masaoka Shiki.
Basho rejste viden om i løbet af sit liv, og mange af hans arbejder afspejler oplevelser fra rejserne. Hans bog, Oku no Hosomichi (奥の細道, dvs. Den smalle vej gennem det yderste nord), der blev skrevet i 1694, og som ofte anses for at være hans bedste, er netop et eksempel på dette. I bogen er prosabeskrivelser af landskaber, som han har rejst gennem, afløst af de haikudigte, som har gjort ham så berømt.

## Citater
- "Der er intet, du kan se, som ikke er en blomst; der er intet, du kan tænke, som ikke er månen." Se Database over klassisk, japansk litteratur, nr. 171
- "Sabi er haikus farve. Den er forskellig fra ro. Hvis f.eks. en gammel mand tager rustning og hjelm på og drager i krig, eller hvis han tager en farverig brokadekimono på og deltager i (sin herres) fest, så er [sabi] ligesom denne gamle skikkelse." Se Database over klassisk, japansk litteratur, nr. 30

## Eksterne links
- Oku no Hosomichi på japansk og engelsk med noter.
- Database over klassisk, japansk litteratur – forskellige digte af Basho på japansk og engelsk.